# Yakhin House (Tel Awiw)
Yakhin House (hebr. בית יכין, Beit Yachin) – biurowiec w osiedlu Ha-Kirja we wschodniej części miasta Tel Awiw, w Izraelu.

## Historia
Budynek został wybudowany w 1976 w ówczesnym Centrum Tel Awiwu. Obecnie tę część osiedla coraz częściej zalicza się do zachodniej części osiedla Ha-Kirja. Na przełomie 2002–2003 budynek przeszedł renowację, która polegała głównie na odmalowaniu i drobnych przebudowach we wnętrzu.

## Dane techniczne
Budynek ma 16 kondygnacji i wysokość 51 metrów.
Wieżowiec wybudowano w stylu architektonicznym określanym jako brutalizm. Wzniesiono go z betonu. Elewacja jest w kolorze jasnobrązowym.
Biurowiec jest siedzibą instytucji finansowych. W budynku mieści się także ambasada Brazylii.